# Nowo Postojalowka
Novopostoyalovka (conosciuta anche come Nowo Postojalowka in russo Новопостояловка) è un chutor russo all'interno dell'insediamento rurale Novopostoyalovskoe, nel Rossošanskij rajon a sua volta appartenente all'Oblast' di Voronež.
Nel 2004 contava 261 abitanti.

## Geografia
Il chutor è situato nella parte nord-occidentale della Rossošanskij rajon nei pressi dell'Autostrada federale russa P194, al confine con il Ol'chovatskij rajon a 15km da Rossoš'.

## Storia
Il 19 e 20 gennaio 1943 presso questa località, nell'ambito dell'offensiva Ostrogožsk-Rossoš', ci fu il più rilevante scontro armato, per reparti impegnati e per il numero di caduti, fra le divisioni italiane alpine in ritirata e l'Armata Rossa, dietro le linee del Don. 
La battaglia iniziò verso mezzogiorno del 19 gennaio, quando la colonna dell'8º Reggimento alpini della Divisione Julia si trovò la marcia sbarrata da ingenti truppe russe, asserragliate a Nowo Postojalowka, località formata da un piccolo gruppo di isbe situato sulla pista che le divisioni alpine in ritirata dovevano percorrere, su una dorsale che separa la valle del fiume Rossosch da quella dell'Oljkowatka, entrambi affluenti del Kalitva prima della confluenza nel Don.
Partirono all'attacco prima il Battaglione Gemona, appoggiato dall'artiglieria del Gruppo Conegliano, poi i Battaglioni Tolmezzo e Cividale, ma gli attacchi degli alpini della Julia furono sempre respinti dalle truppe russe, che poi contrattaccarono con i carri armati.
Nella notte i battaglioni della Julia  furono raggiunti dalla colonna del 1º Reggimento alpini della Divisione Cuneense e i comandanti concordarono di procedere prima dell'alba ad un nuovo attacco, che fu guidato dagli alpini del Battaglione Ceva, che furono respinti dalle artiglierie e dal contrattacco di alcuni carri armati russi.
Più tardi arrivarono gli altri battaglioni della Cuneense e i comandanti delle due divisioni, Emilio Battisti per la Cuneense e Umberto Ricagno della Julia, concordarono di procedere all'attacco della postazione russa con tutti reparti disponibili.
Gli attacchi delle truppe alpine continuarono per tutta la giornata, ma furono sempre respinti dai cannoni e dalle mitragliatrici russe posizionate fra le case di Nowo Postojalowka e dalle incursioni dei carri armati sovietici T-34.
Durante i combattimenti caddero eroicamente il comandante del Battaglione Mondovì, maggiore Mario Trovato, e quello del Ceva, tenente colonnello Giuseppe Avenanti, oltre a decine di ufficiali e migliaia di alpini.
Il generale Emilio Battisti, nella relazione "La Divisione Alpina Cuneense al fronte russo", scrisse: "Il giorno 20 gennaio, per rompere lo sbarramento nemico ... furono impiegati ... quattro battaglioni alpini che andarono quasi completamente distrutti."
Il generale Emilio Faldella, nella sua "Storia delle truppe alpine", così definisce la battaglia di Nowo Postojalowka: " ... quella sanguinosa, disperata battaglia che durò, pressoché ininterrotta, per più di trenta ore ed in cui rifulse il sovrumano e sfortunato valore dei battaglioni e dei gruppi della Julia e della Cuneense, che ne uscirono poco meno che distrutti". ... la più dura, lunga e cruenta fra le molte sostenute dagli alpini, sia in linea sia nel corso del ripiegamento."